# Acanthocreagris aelleni
Acanthocreagris aelleni är en spindeldjursart som beskrevs av Volker Mahnert 1978. Acanthocreagris aelleni ingår i släktet Acanthocreagris och familjen helplåtklokrypare. Inga underarter finns listade i Catalogue of Life.